# Harrison, New Jersey
Harrison är en ort i Hudson County i delstaten New Jersey, USA.